# Gene Green

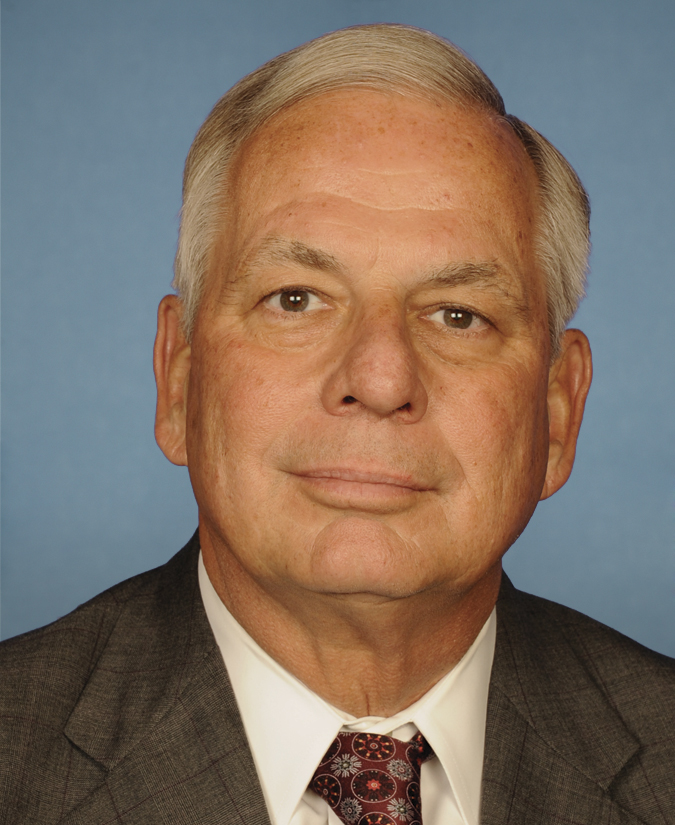
Gene Green (2011)

Raymond Eugene „Gene“ Green (* 17. Oktober 1947 in Houston, Texas) ist ein US-amerikanischer Politiker der Demokratischen Partei. Von 1993 bis 2019 vertrat er den Bundesstaat Texas im US-Repräsentantenhaus.

## Werdegang
Gene Green studierte bis 1971 an der University of Houston. Nach einem anschließenden Jurastudium an derselben Universität und seiner 1977 erfolgten Zulassung als Rechtsanwalt begann er in diesem Beruf zu arbeiten. Gleichzeitig schlug er eine politische Laufbahn ein. Zwischen 1973 und 1985 saß er als Abgeordneter im Repräsentantenhaus von Texas; von 1985 bis 1993 gehörte er dem Staatssenat an.
Bei der Wahl 1992 wurde Green im damals neu geschaffenen 29. Kongresswahlbezirk von Texas in das US-Repräsentantenhaus in Washington, D.C. gewählt. Der Bezirk umfasst den östlichen Teil der Stadt Houston und ihrer Vorstädte. Er trat sein Mandat am 3. Januar 1993 an und wurde stets wiedergewählt, zuletzt 2016. Green war Mitglied im Energie- und Handelsausschuss sowie in vier Unterausschüssen. Zwischen 2007 und 2009 war er Vorsitzender des Committee on Standards of Official Conducts (Ethikausschuss), zuletzt war er im Ausschuss für Energie und Handel für die Gesundheitspolitik zuständig. Er gab im November 2017 bekannt, sich bei der Wahl 2018 nicht der Wiederwahl zu stellen, sondern sich aus privaten Gründen aus der Politik zurückzuziehen. Sein Mandat endete am 3. Januar 2019. Seine Nachfolgerin im Repräsentantenhaus wurde die Demokratin Sylvia Garcia, die Houston als erste Latina vertritt.
Green ist verheiratet und lebt privat in Houston.